# 28 tháng 4
Ngày 28 tháng 4 là ngày thứ 118 (119 trong năm nhuận) trong lịch Gregory. Còn 247 ngày trong năm.

## Sự kiện
- 224 – Ardashir I đánh bại và giết được Artabanus IV của Parthia trong trận đánh tại Hormozdgan, kết thúc Đế quốc Parthia.
- 357 – Hoàng đế Constantius II tiến vào Roma lần đầu tiên, để tán dương chiến thắng của ông trước Magnentius.
- 1253 – Nhà sư Nhật Bản Nichiren đề ra Nam mô diệu pháp liên hoa kinh, hình thành Phật giáo Nichiren.
- 1789 – Cuộc nổi loạn trên tàu Bounty: William Bligh và 18 thủy thủ bị thả trôi và những người nổi loạn trở lại Tahiti rồi đi thuyền đến Quần đảo Pitcairn.
- 1792 – Pháp xâm chiếm Hà Lan Áo (nay là Bỉ và Luxembourg), bắt đầu Chiến tranh Cách mạng Pháp.
- 1881 – Billy the Kid trốn thoát khỏi nhà tù Quận Lincoln tại Mesilla, New Mexico.
- 1887 – Một tuần sau khi bị cảnh sát mật Phổ bắt giữ, thanh tra cảnh sát Pháp Guillaume Schnaebelé được phóng thích theo lệnh của Wilhelm I, giúp tháo ngòi nổ một cuộc chiến tranh.
- 1941 – Ustaše giết hại gần 200 người Serb tại làng  Gudovac, đây là cuộc tàn sát đầu tiên trong chiến dịch diệt chủng người Serb của Nhà nước Độc lập Croatia.
- 1945 – Benito Mussolini cùng tình nhân bị đội du kích Ý hành quyết khi đang tìm cách trốn khỏi đất nước này.
- 1947 – Thor Heyerdahl và năm người khác khởi hành từ Peru trên tàu Kon-Tiki để thể hiện rằng người da đỏ Peru có thể đã định cư tại Polynesia.
- 1950 – Các đội viên Công tác Thành Việt Minh ám sát trùm mật thám người Pháp Marcel Bazin, Chánh Sở Công an Miền Đông (Commissaire de la Publique Sûreté de l’Est) tại Sài Gòn.
- 1952 – Nhật Bản và Trung Hoa Dân Quốc ký Hiệp ước Đài Bắc, chính thức chấm dứt Chiến tranh Trung-Nhật.
- 1967 – Chiến tranh Việt Nam: Muhammad Ali từ chối nhập ngũ Lục quân Hoa Kỳ và sau đó bị tước danh hiệu vô địch và giấy phép.
- 1969 – Charles de Gaulle từ chức Tổng thống Pháp.
- 1975
  - Tổng thống Trần Văn Hương trao quyền lại cho tướng Dương Văn Minh. Dương Văn Minh tuyên thệ nhậm chức cùng ngày hôm đó, trở thành vị tổng thống cuối cùng của Việt Nam Cộng hòa.
  - Tổng Tham mưu trưởng Quân lực Việt Nam Cộng Hòa Cao Văn Viên chạy sang Hoa Kỳ trong Chiến dịch Hồ Chí Minh.
- 1978 – Cách mạng Saur: Quân đội Cách mạng Afghanistan kiểm soát hoàn toàn thủ đô Kabul, sát hại Tổng thống Mohammed Daoud Khan.
- 1984 – Bắt đầu trận Lão Sơn giữa Quân Giải phóng Nhân dân Trung Quốc và Quân đội Nhân dân Việt Nam ở khu vực biên giới Văn Sơn-Hà Giang.
- 1988 – Chuyến bay 243 của Aloha Airlines gặp sự cố gần Maui, Hawaii, khiến một tiếp viên bị hút ra ngoài.
- 1994 – Cựu sĩ quan phản gián và nhà phân tích CIA Aldrich Ames nhận tội làm gián điệp tại Mỹ cho Liên Xô và sau đó là Nga.
- 2004 – Đại lộ Ngôi sao tại Hồng Kông được mở cửa cho công chúng nhằm vinh danh các nhân vật nổi tiếng của điện ảnh Hồng Kông.

## Sinh
- 32 – Marcus Salvius Otho, Hoàng đế La Mã (m. 69 TrCN)
- 1442 – Hoàng đế Edward IV của Anh (m. 1483)
- 1545 – Yi Sun-sin, đô đốc Hàn Quốc (m. 1598)
- 1630 – Charles Cotton, nhà thơ người Anh (m. 1687)
- 1686 – Michael Brokoff, nhà điêu khắc người Séc (m. 1721)
- 1758 – James Monroe, Tổng thống Hoa Kỳ (m. 1831)
- 1765 – Sylvestre François Lacroix, nhà toán học người Pháp (m. 1834)
- 1819 – Ezra Abbot, học giả Kinh Thánh người Mỹ (m. 1884)
- 1827 – William Nelson Hall, thủy thủ người Canada (m. 1904)
- 1838 – Tobias Michael Carel Asser, luật gia người Hà Lan, người đoạt giải Nobel (m. 1913)
- 1863 – Josiah Thomas, chính khách người Úc (m. 1933)
- 1868
  - Lucy Booth, con gái thứ năm của William và Catherine Booth (m. 1953)
  - Georgy Voronoy, nhà toán học người Nga (m. 1908)
- 1870 – August Schmierer, cầu thủ bóng bầu dục Đức
- 1874 – Karl Kraus, nhà báo và tác giả Áo (m. 1936)
- 1876 – Nicola Romeo, kỹ sư ô tô kỹ sư và doanh nhân Ý (m. 1938)
- 1878 – Lionel Barrymore, diễn viên người Mỹ (m. 1954)
- 1889 – António de Oliveira Salazar, nhà độc tài của Bồ Đào Nha (m. 1970)
- 1897 – Diệp Kiếm Anh, chính khách Trung Quốc (m. 1986)
- 1900
  - Heinrich Müller, người đứng đầu Gestapo (m. 1945)
  - Jan Oort, nhà thiên văn học Hà Lan (m. 1992)
- 1902 – Johan Borgen, tác giả người Na Uy (m. 1979)
- 1906
  - Kurt Gödel, nhà toán học Áo (m. 1978)
  - Paul Sacher, người Thụy Sĩ (m. 1999)
- 1908 – Oskar Schindler, nhà công nghiệp Áo-Hung (m. 1974)
- 1909 - Cung Giũ Nguyên, Nhà Văn hóa Việt Nam (m. 2008)
- 1910 – Sam Merwin, Jr, nhà văn viễn tưởng người Mỹ (m. 1996)
- 1911 – Lee Falk, tác giả truyện tranh Mỹ (m. 1999)
- 1912
  - Odette Sansom Hallowes, nữ diệp viên người Pháp (m. 1995)
  - Kaneto Shindō, đạo diễn phim Nhật Bản
- 1914 – Philip E. High, tác giả khoa học viễn tưởng (m. 2006)
- 1916 – Ferruccio Lamborghini, nhà sản xuất ô tô Ý (m. 1993)
- 1921 – Rowland Evans, nhà báo người Mỹ (m. 2001)
- 1922 – Alistair MacLean, tiểu thuyết gia người Scotland (m. 1987)
- 1923 – William Guarnere, cựu chiến binh Thế chiến II
- 1924
  - Donatas Banionis, diễn viên Litva
  - Kenneth Kaunda, Tổng thống Zambia
  - Blossom Dearie, nhạc sĩ Jazz (m. 2009)
- 1925 – T. John Lesinski, Thống đốc Michigan
- 1926 – Harper Lee, tác giả người Mỹ
- 1928
  - Yves Klein, họa sĩ người Pháp (m. 1962)
  - Eugene M. Shoemaker, nhà khoa học Mỹ (m. 1997)
- 1930
  - James Baker, chính khách Mỹ
  - Carolyn Jones, nữ diễn viên Mỹ (m. 1983)
- 1932 – Brownie Ledbetter, nhà hoạt động dân quyền Mỹ (m. 2010)
- 1934 – Lois Duncan, tiểu thuyết gia người Mỹ
- 1937 – Saddam Hussein, Tổng thống Iraq 1979-2003; Thủ tướng Iraq 1979-1991; 1994-2003 (m. 2006)
- 1938 – Madge Sinclair, nữ diễn viên Jamaica (m. 1995)
- 1941
  - Ann-Margret, nữ diễn viên sinh ra ở Thụy Điển
  - Nico Mastorakis,nhà làm phim, đạo diễn và nhà sản xuất Hy Lạp
  - Karl Barry Sharpless, nhà hóa học người Mỹ, Giải Nobel Hóa học
  - Lucien Aimar, tay đua xe đạp Pháp
  - Iryna Zhylenko, nhà thơ người Ukraina
- 1942 – Mike Brearley, cầu thủ cricket người Anh
- 1943 – Jacques Dutronc, ca sĩ, diễn viên Pháp
- 1944
  - Elizabeth LeCompte, giám đốc nhà hát người Mỹ
  - Jean-Claude Van Cauwenberghe, chính khách Bỉ
  - Alice Waters, đầu bếp người Mỹ
- 1946 – Ginette Reno, ca sĩ, nhạc sĩ, nữ diễn viên Pháp, Canada
- 1948
  - Dorothee Berryman, nữ diễn viên, ca sĩ người Canada
  - Terry Pratchett, tác gia người Anh
  - Marcia Strassman, nữ diễn viên Mỹ
- 1949
  - Indian Larry, diễn viên đóng thế Mỹ (m. 2004)
  - Bruno Kirby, diễn viên người Mỹ (m. 2006)
- 1950
  - Willie Colón, Puerto Rico nhạc sĩ salsa
  - Jay Leno, diễn viên hài người Mỹ và chương trình truyền hình
- 1952 – Mary McDonnell, nữ diễn viên Mỹ
- 1953
  - Kim Gordon, nhạc sĩ người Mỹ (Sonic Youth)
  - Roberto Bolano, tiểu thuyết gia và nhà thơ Chile (m. 2003)
- 1954
  - Vic Sotto, diễn viên, chủ nhà, diễn viên hài, và nhà sản xuất phim người Philippine
  - Ron Zook, huấn luyện viên bóng đá người Mỹ
- 1955
  - Paul Guilfoyle, diễn viên người Mỹ
  - Nicky Gumbel, tác giả và mục sư người Anh
- 1956 – Jimmy Barnes, ca sĩ Scotland
- 1957 – Wilma Landkroon, ca sĩ Hà Lan
- 1958 – Hal Sutton, tay golf người Mỹ
- 1960
  - John Cerutti, cầu thủ bóng chày và bình luận viên người Mỹ (m. 2004)
  - Ian Rankin, tiểu thuyết gia người Scotland
  - Jon Pall Sigmarsson, vận động viên Iceland (m. 1993)
  - Walter Zenga, cầu thủ bóng đá Ý
- 1961
  - Futoshi Matsunaga, kẻ giết người hàng loạt Nhật Bản
  - Anna Oxa, ca sĩ Ý
- 1963
  - Lloyd Eisler, vận động viên Canada
  - Marc Lacroix, nhà hóa sinh Bỉ
- 1964
  - Noriyuki Iwadare, nhà soạn nhạc Nhật Bản
  - Barry Larkin, cầu thủ bóng chày Mỹ
- 1965
  - Steven Blum, diễn viên lồng tiếng người Mỹ
  - Jennifer Rardin, tác giả người Mỹ (m. 2010)
- 1966
  - John Daly, tay golf người Mỹ
  - Too Short, rapper người Mỹ
- 1967 – Kari Wührer, nữ diễn viên Mỹ
- 1968
  - Howard Donald, nhạc sĩ người Anh
  - Andy Hoa, cầu thủ cricket người Zimbabwe
  - Scott Putesky, nhạc sĩ người Mỹ (Marilyn Manson)
- 1970
  - Nicklas Lidström, tuyển thủ khúc côn cầu trên băng Thụy Điển
  - Diego Simeone, cầu thủ bóng đá Argentina
- 1971
  - Bridget Moynahan, nữ diễn viên Mỹ
  - Brad McEwan, nhà báo Úc
- 1972 – Joseph Bruce, nhạc sĩ người Mỹ (Insane Clown Posse)
- 1973
  - Jorge Garcia, diễn viên người Mỹ
  - Francisco Palencia, cầu thủ bóng đá Mexico
  - Elisabeth Röhm, nữ diễn viên Mỹ gốc Đức
- 1974
  - Penélope Cruz, nữ diễn viên Tây Ban Nha
  - Richel Hersisia, võ sĩ quyền Anh người Hà Lan
  - Vernon Kay, người dẫn chương trình truyền hình người Anh
  - Dominic Matteo, cầu thủ bóng đá người Scotland
- 1977 – Derrick Wayne Frazier, người bị kết án sát nhân người Mỹ (m. 2006)
- 1978 – Lauren Laverne, người dẫn chương trình truyền hình người Anh
- 1979
  - Scott Fujita, cầu thủ bóng đá người Mỹ
  - Bahram Radan, diễn viên người Iran
- 1980 – Josh Howard, cầu thủ bóng rổ người Mỹ
- 1981
  - Jessica Alba, nữ diễn viên Mỹ
  - Pietro Travagli, cầu thủ bóng bầu dục người Ý
  - Trần Ngọc Thanh, chủ tịch SAS Gà
- 1982
  - Nikki Grahame, người dẫn truyền hình người Anh
  - Chris Kaman, cầu thủ bóng rổ người Mỹ
  - Harry Shum, Jr, vũ công và diễn viên người Mỹ
- 1983 – Roger Johnson, cầu thủ bóng đá Anh
- 1986
  - Jennifer Palm Lundberg, thí sinh cuộc thi sắc đẹp Thụy Điển
  - George Nozuka, ca sĩ / nhạc sĩ Canada
  - Roman Polak, Cầu thủ khúc côn cầu người Séc
  - Jenna Ushkowitz, Nữ diễn viên Mỹ gốc Hàn Quốc
- 1987 – Ryan Conroy, cầu thủ bóng đá người Scotland
- 1988 – Juan Manuel Mata, cầu thủ bóng đá Tây Ban Nha
- 1989 – Emil Salomonsson, cầu thủ bóng đá Thụy Điển
- 1990 – Mario Meraz, võ sĩ quyền Anh chuyên nghiệp người Mexico
- 1991 – Jordan Robinson, cầu thủ bóng đá Anh
- 1992 – Jack Taylor, Nam diễn viên người Mỹ
- 1995 – Lương Xuân Trường, cầu thủ bóng đá CLB Hoàng Anh Gia Lai
- 1995 – Melanie Martinez, ca sĩ người Mỹ

## Mất
- 1865 – Nguyễn Phúc Khuê Gia, phong hiệu An Phú Công chúa, công chúa con vua Minh Mạng (s. 1813).
- 1891 – Nguyễn Phúc Lương Trinh, phong hiệu Bái Ân Công chúa, công chúa con vua Minh Mạng (s. 1830).
- 1945 – Benito Mussolini, nhà độc tài, người sáng lập ra chủ nghĩa phát xít Ý (s. 1883)
- 1950 – Marcel Bazin, Chánh Sở Công an Miền Đông (Commissaire de la Publique Sûreté de l’Est) tại Sài Gòn.
- 2009 – Ngân Giang, nhạc sĩ nhạc vàng người Việt Nam (s. 1946)

## Những ngày lễ và kỷ niệm
- Ngày tưởng niệm của Người lao động (Ngày thế giới về an toàn và sức khỏe tại nơi làm việc)